# Spinibarbus hollandi
Spinibarbus hollandi là một loài cá trong họ Cá chép thuộc bộ Cypriniformes.
Con đực có tổng chiều dài thân 34 cm
Loài cá này sinh sống ở vùng nước ngọt. Khu vực phân bố là Đài Loan.